# Communauté de communes du Briennois
La communauté de communes du Briennois est une ancienne communauté de communes française, située dans le département de l'Aube et la région Champagne-Ardenne.
Elle a fusionné avec la communauté de communes du Chavangeois pour devenir la communauté de communes des Lacs de Champagne le 1er janvier 2014. 

## Historique
- 13 décembre 2002 : création de la communauté de communes
- 16 septembre 2003 : retrait de Chalette-sur-Voire
- 16 novembre 2004 : modifications statutaires - changement de dénomination
- 29 septembre 2005 : modifications statutaires - intérêt communautaire
- 3 octobre 2005 : adhésion de Saint-Christophe-Dodinicourt, Rosnay-l'Hôpital, Bétignicourt, Yèvres-le-Petit, Lassicourt
- 25 octobre 2006 : modification du bureau
- mars 2009 : réintégration de Chalette-sur-Voire
- 1er janvier 2010 : adhésion de Magnicourt qui quitte la communauté de communes de la Région de Ramerupt
- 1er janvier 2013 : adhésion des communes de Dienville, Juvanzé et Unienville
- 1er janvier 2014 : fusion avec la communauté de communes du Chavangeois pour devenir la communauté de communes des Lacs de Champagne.

## Composition
Elle était composée des communes suivantes :
1. Bétignicourt
2. Blaincourt-sur-Aube
3. Blignicourt
4. Brienne-la-Vieille
5. Brienne-le-Château
6. Chalette-sur-Voire
7. Courcelles-sur-Voire
8. Dienville
9. Épagne
10. Hampigny
11. Juvanzé
12. Lassicourt
13. Lesmont
14. Magnicourt
15. Maizières-lès-Brienne
16. Mathaux
17. Molins-sur-Aube
18. Pel-et-Der
19. Perthes-lès-Brienne
20. Précy-Notre-Dame
21. Précy-Saint-Martin
22. Radonvilliers
23. Rances
24. Rosnay-l'Hôpital
25. Saint-Christophe-Dodinicourt
26. Saint-Léger-sous-Brienne
27. Unienville
28. Vallentigny
29. Yèvres-le-Petit

.

## Compétences
- Collecte des déchets des ménages et déchets assimilés
- Protection et mise en valeur de l'environnement
- Création, aménagement, entretien et gestion de zone d'activités industrielle, commerciale, tertiaire, artisanale ou touristique
- Action de développement économique (Soutien des activités industrielles, commerciales ou de l'emploi, Soutien des activités agricoles et forestières…)
- Construction ou aménagement, entretien, gestion d'équipements ou d'établissements culturels, socioculturels, socio-éducatifs, sportifs
- Etablissements scolaires et périscolaires
- Prise en considération d'un programme d'aménagement d'ensemble et détermination des secteurs d'aménagement au sens du code de l'urbanisme